# Лучинчик
Лучи́нчик — село в Україні, у Вендичанській селищній громаді Могилів-Подільського району Вінницької області. Населення становить 867 осіб.

## Історія
7 (20) листопада 1917 року, відповідно до Третього Універсалу Української Центральної Ради, увійшло до складу Української Народної Республіки.
Під час проведеного радянською владою Голодомору 1932—1933 років померло щонайменше 292 жителі села.
12 червня 2020 року, відповідно до Розпорядження Кабінету Міністрів України від № 707-р «Про визначення адміністративних центрів та затвердження територій територіальних громад Вінницької області», увійшло до складу Вендичанської селищної громади.
19 липня 2020 року, в результаті адміністративно-територіальної реформи та ліквідації Могилів-Подільського району (1923 — 2020), село увійшло до складу новоутвореного Могилів-Подільського району.

## Населення

### Мова
Розподіл населення за рідною мовою за даними перепису 2001 року:
| Мова       | Кількість | Відсоток |
| ---------- | --------- | -------- |
| українська | 851       | 98.16%   |
| російська  | 8         | 0.92%    |
| вірменська | 6         | 0.69%    |
| румунська  | 2         | 0.23%    |
| Усього     | 867       | 100%     |